# Jüdischer Friedhof (Borken, Am Replingsfunder)

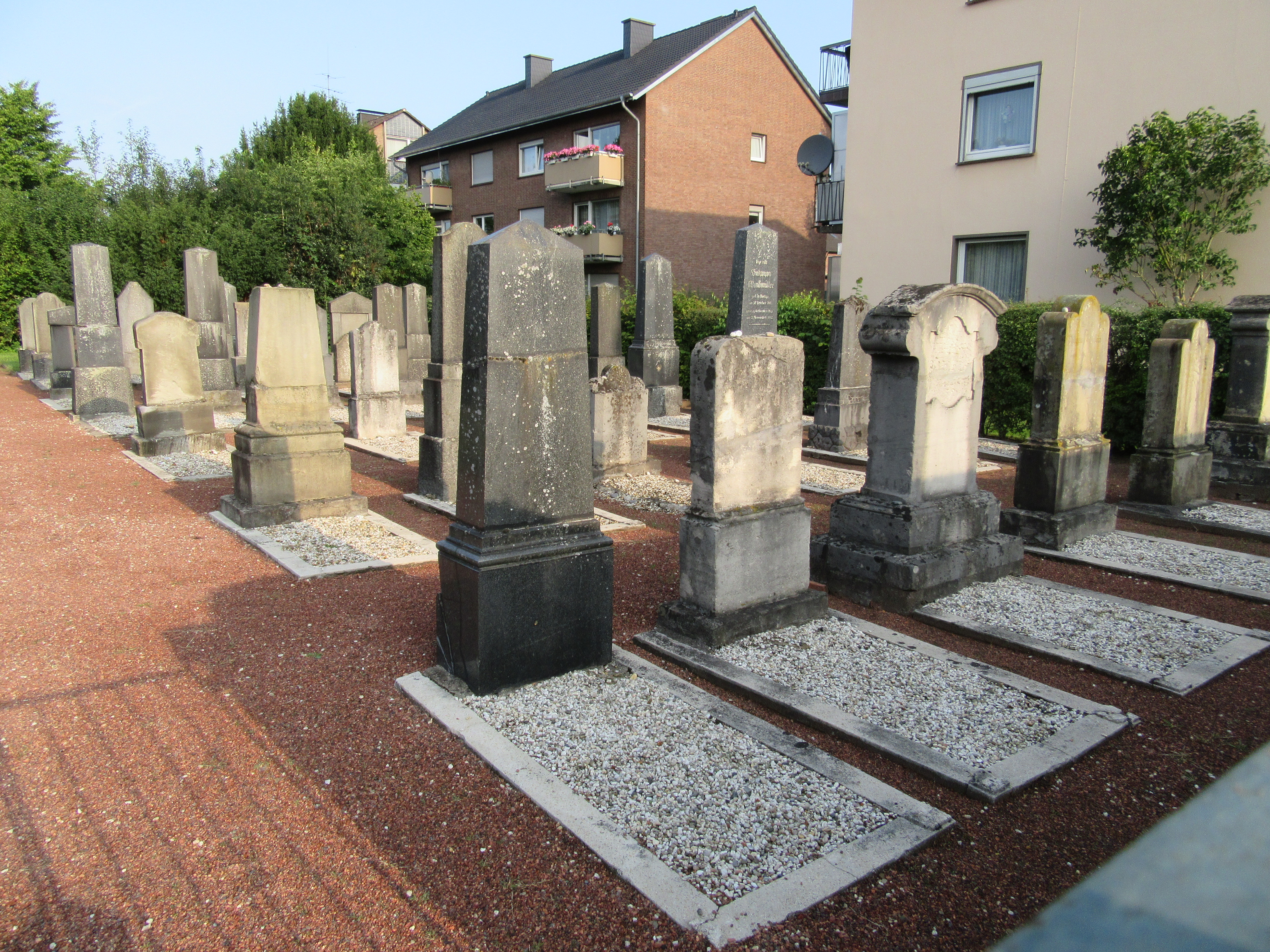
Jüdischer Friedhof

Der Jüdische Friedhof ist ein jüdischer Friedhof in der Kreisstadt Borken in Nordrhein-Westfalen.
Der Friedhof wurde 1895 angelegt, nachdem der frühere jüdische Friedhof in Borken belegt war. Genutzt wurde er spätestens ab 1899.
Der Friedhof wurde während der Novemberpogrome 1938 zerstört. Nach dem Zweiten Weltkrieg wurden ehemalige SA-Mitglieder in Borken zwar verpflichtet, den Friedhof wiederherzustellen, da man aber nicht bereit war, die nötigen Mittel dafür aufzubringen, wurde das Vorhaben aufgegeben. Die Instandsetzung des Friedhofs erfolgte erst 1960. Genutzt wurde der Friedhof bis 1968.
Im November 1994 wurde der Friedhof erneut geschändet. Heute befinden sich auf dem von einer Hecke umgebenen Friedhof 55 Grabsteine.
Am 29. Juli 2021 wurde die Hecke zur Straße, während der Unkrautbeseitigung, durch ein Feuer zerstört. Der Friedhof Am Replingspfunder ist unter der Nummer A III 9 in die Denkmalliste der Stadt Borken eingetragen.